# Gestreepte meestiran
De gestreepte meestiran (Anairetes reguloides) is een zangvogel uit de familie Tyrannidae (tirannen).

## Verspreiding en leefgebied
Deze soort komt voor in Peru en Chili en telt twee ondersoorten:
- A. r. albiventris: westelijk Peru.
- A. r. reguloides: zuidwestelijk Peru en noordwestelijk Chili.